# Most Olandzki

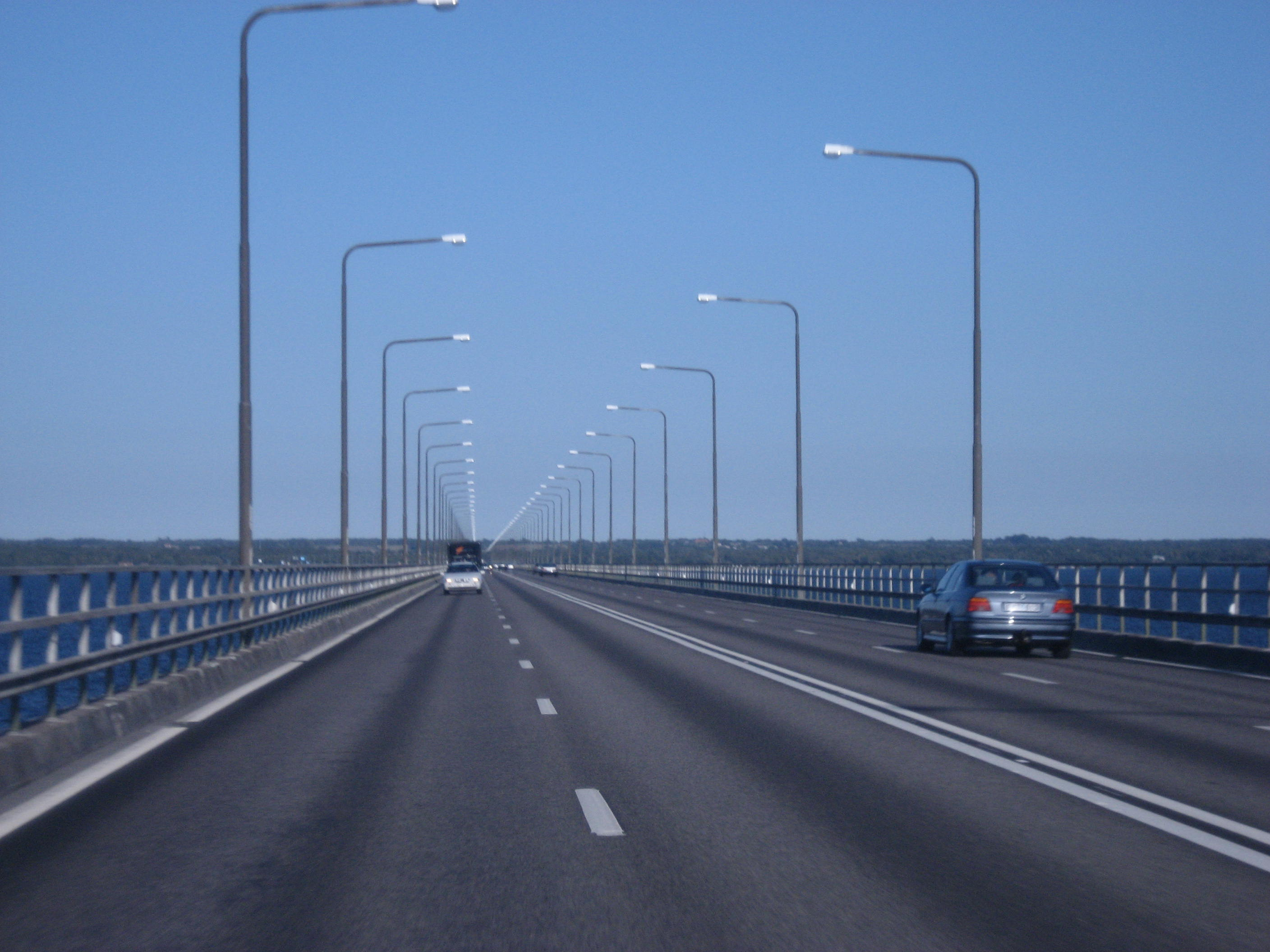
Droga przebiegająca na moście

Most Olandzki (szw. Ölandsbron) – most o długości 6072 metrów łączący wyspę Olandia ze stałym lądem. Zachodni koniec mostu sięga miasta Kalmar, a wschodni miasteczka Färjestaden. Przy zachodnim brzegu zbudowano charakterystyczne podwyższenie (na 36 metrów), które umożliwia swobodną żeglugę przez Cieśninę Kalmarską. Most opiera się na 156 filarach i jest najdłuższą konstrukcją tego typu w Szwecji (Most nad Sundem, łączący Kopenhagę i Malmö, jest dłuższy (7845 m), ale nie leży w całości na terenie Szwecji). Został otwarty 30 września 1972 roku.

## Linki zewnętrzne

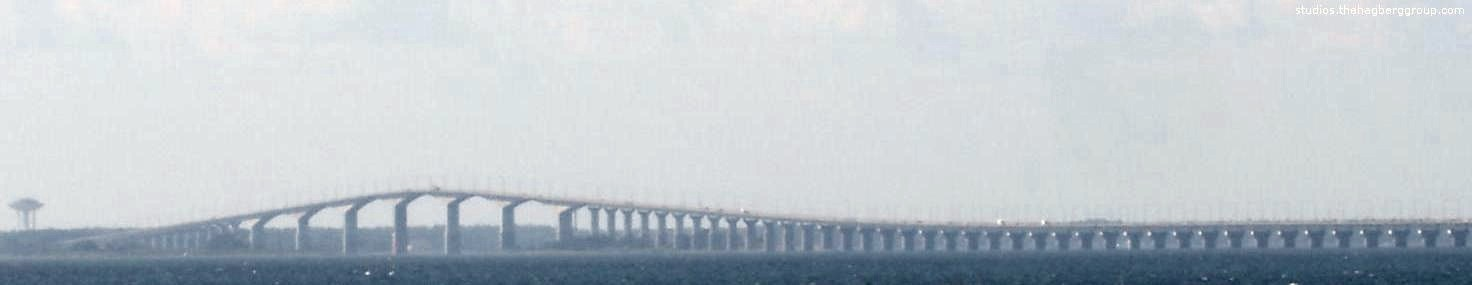
Panorama mostu